# Cheti I
Cheti I of Meryibre Cheti, ook bekend onder zijn Horusnaam Meryibtawy, was een farao uit de 9e of 10e dynastie van Egypte, tijdens de eerste tussenperiode.

## Regering

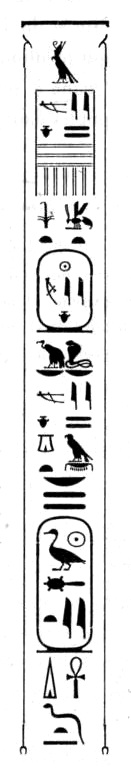
Tekening van een ebbenhouten staf met de namen van Meryibre Cheti
Egyptisch Museum

Sommige geleerden zijn van mening dat Meryibre Cheti de stichter was van de 9e Dynastie, een nomarch uit Heracleopolis Magna die genoeg autoriteit wist te vergaren om zichzelf op te werpen als rechtmatige opvolger van de farao's van de 6e dynastie van Egypte. Het lijkt erop dat hij met ijzeren vuist over zijn naburige nomarchen heerste, en het is daarom waarschijnlijk dat in latere tijden deze heerser uitgroeide tot de beruchte Achthoes bij Manetho, een verdorven koning die gek werd en door een Nijlkrokodil werd gedood.
Andere egyptologen zoals Jürgen von Beckerath zijn van mening dat hij regeerde op het einde van de 10e dynastie, kort voor de regering van koning Merykare. Dit zou dan ook betekenen dat hij niet de beruchte Achthoes van Manetho zou zijn.
Omwille van de tegenovergestelde meningen onder geleerde, is het moeilijk om een betrouwbare datering te geven van zijn regering: indien hij effectief de stichter van de 9e dynastie was dan moet zijn regering volgens de conventionele datering omstreeks 2160 v.Chr. zijn begonnen, terwijl zijn regering anders een eeuw later zou beginnen.